# Новоивановский сельский совет (Крым)
Новоивановский сельский совет (укр. Новоіванівська сільська рада, крымскотат. Novoivanovka köy şurası) — согласно законодательству Украины — административно-территориальная единица в Черноморском районе Автономной Республики Крым.
Население по переписи 2001 года — 1531 человек.
К 2014 году состоял из 2 сёл:
- Новоивановка
- Хмелево.

## История
В 1959 году в Крымской области УССР в СССР был образован Новоивановский сельский совет. На 15 июня 1960 года в составе совета числились населённые пункты:
| - Вольное - Камышино - п Карельское - п Кирилловка | - Красноярское - Ленское - Медведево - Новоивановка | - п Озёровка - п Солёное - п Сычёво - Хмелево |

К 1968 году ликвидировано Сычёво, к 1 января 1977 года был создан Медведевский сельсовет, куда отошли Медведево и Озёровка, упразднены Камышино, Карельское, Кирилловка и Солёное. 19 июля 1991 года выделен Красноярский сельсовет с сёлами Красноярское и Ленское. С 1 июля 1977 года по 1985 год ликвидировано Вольное (в списках упразднённых после этой даты населённых пунктов не значится).
С 12 февраля 1991 года сельсовет в восстановленной Крымской АССР, 26 февраля 1992 года переименованной в Автономную Республику Крым. С 21 марта 2014 года в составе Крыма аннексирован Россией. Законом «Об установлении границ муниципальных образований и статусе муниципальных образований в Республике Крым» от 4 июня 2014 года территория административной единицы была объявлена муниципальным образованием со статусом сельского поселения.